# علم جمهورية الدومينيكان
أعتمد علم جمهورية الدومينيكان في 14 أيلول - سبتمبر من سنة 1863 ويتكون العلم الدومينيكاني من صليب أبيض متناظر يقسم العلم إلى أربعة كانتونات، اثنان بالأزرق وآخران بالأحمر وفي وسط الصليب توجد شعار النبالة لجمهورية الدومينيكان والجدير بالذكر إلى أن أول علم أعتمد في جمهورية الدومينيكان كان في 6 تشرين الثاني - نوفمبر من سنة 1844.

## معنى رموز العلم
- الأزرق: يرمز إلى البحر الكاريبي والمحيط الأطلسي.
- الأبيض: يرمز إلى النقاء والإخلاص.
- الأحمر: يرمز إلى الكفاح من أجل استقلال جمهورية الدومينيكان عن إسبانيا.
- شعار النبالة الموجود في وسط صليب القديس جورج مكتوب فوقه كلمة باللغة الإسبانية (Dios, Patria, Libertad) ومعناها حرفياً باللغة العربية (الله، الوطن، الحرية) ويوجد في الجانب الأيسر منه غصن لشجرة الزيتون وفي الجانب الأيمن إحدى سعاف شجرة النخلة ويوجد كذلك في وسط الشعار إنجيل يوحنا فوقه صليب لاتيني ذهبي براق.

## أعلام تاريخية

علم القيادة العامة لسانتو دومينغو مابين عامي 1492-1785
علم القيادة العامة لسانتو دومينغو مابين أعوام 1785-1795 و1809-1821
علم جمهورية هايتي الإسبانية مابين عامي 1821-1822
علم الوحدة الهيسبانيولية مابين عامي 1822-1844
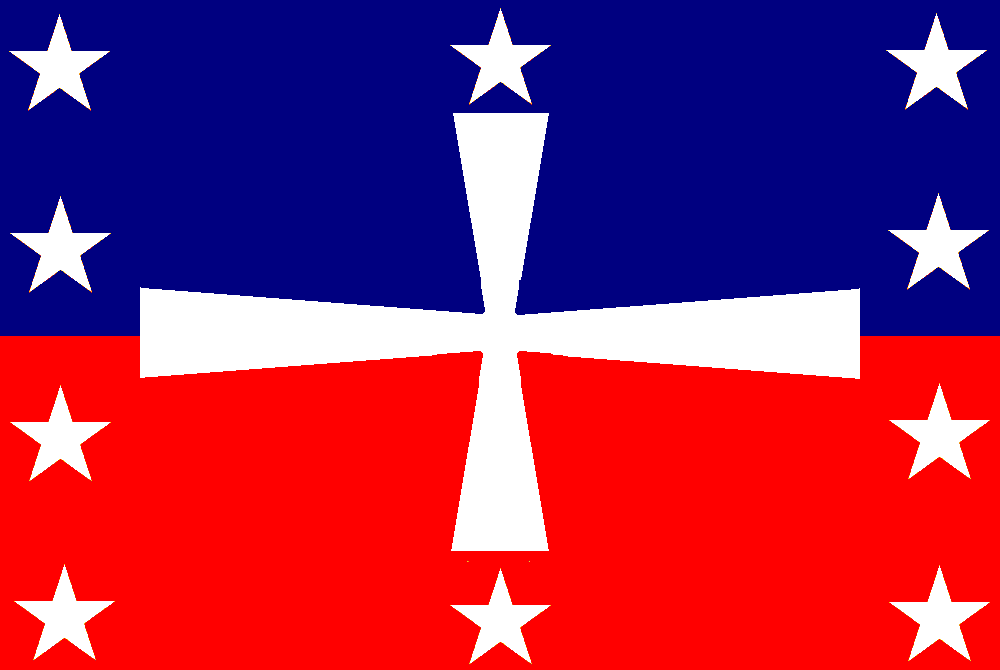
النسخة 1 من علم لا ترينيتاريا المبكر مابين عامي 1838-1844
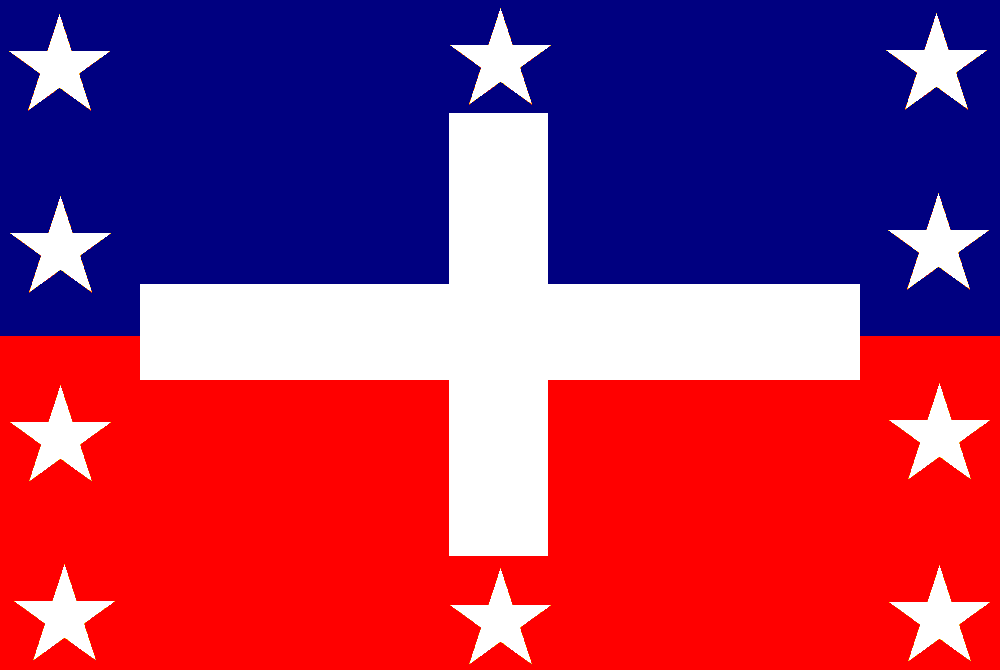
النسخة 2 من علم لا ترينيتاريا المبكر مابين عامي 1838-1844
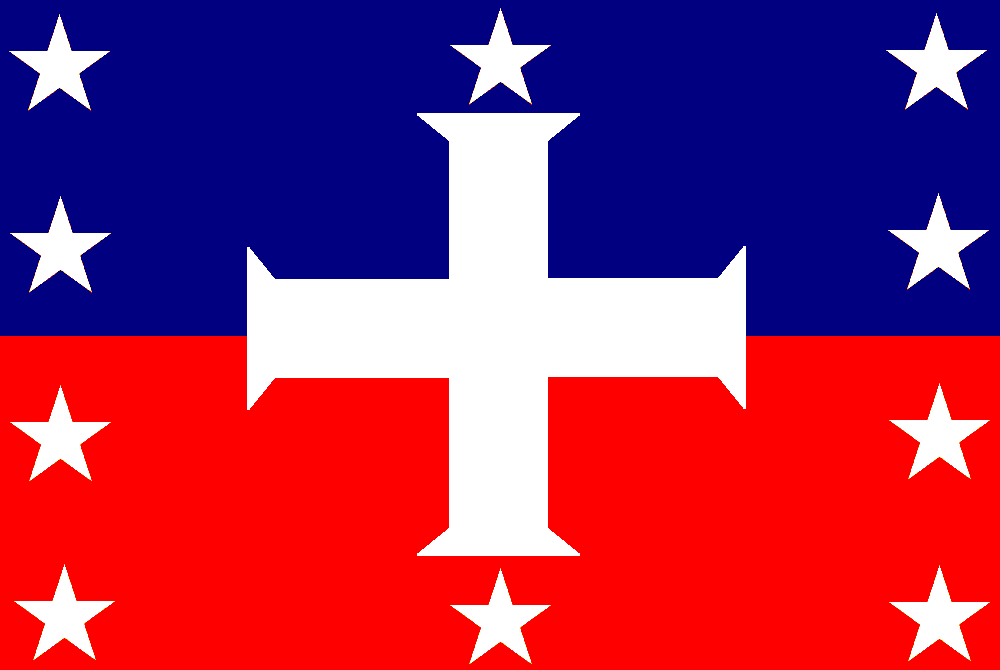
النسخة 3 من علم لا ترينيتاريا المبكر مابين عامي 1838-1844
علم لا ترينيتاريا مابين عامي 1844-1849
علم جمهورية الدومينيكان الأولى مابين عامي 1849-1861
علم القيادة العامة لسانتو دومينغو مابين عامي 1861-1865

## أعلام عسكرية

علم القوات المسلحة الدومينيكانية
علم الدفاع المدني الدومينيكاني
علم الجيش الدومينيكاني
علم أكاديمية الجيش الدومينيكاني العسكرية
الراية البحرية لجمهورية الدومينيكان
علم القوات البحرية الدومينيكانية
علم الأكاديمية البحرية الدومينيكانية
علم سلاح الجو الدومينيكاني
علم الشرطة الوطنية لجمهورية الدومينيكان

## أعلام مؤسساتية

علم المحكمة العليا لجمهورية الدومينيكان والنظام القضائي الدومينيكاني
علم المجلس الانتخابي المركزي
علم هيئة الموانئ الدومينيكانية
علم المدعي العام لجمهورية الدومينيكان

## أعلام مشابهة

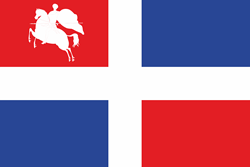
علم الحرس الوطني لجمهورية جورجيا
علم بيرم كراي
علم إمارة ساموس
علم محمية سار
علم حركة استقلال بورتوريكو